# Hohen Sprenz
Hohen Sprenz település Németországban, Mecklenburg-Elő-Pomeránia tartományban. Lakosainak száma 549 fő (2023. december 31.).

## Népesség
A település népességének változása:
| Lakosok száma | 507  | 521  | 540  | 563  | 549  |
|               | 2017 | 2019 | 2021 | 2022 | 2023 |